# Saphanodes decellei
Saphanodes decellei är en skalbaggsart som beskrevs av Fuchs 1969. Saphanodes decellei ingår i släktet Saphanodes och familjen långhorningar. Inga underarter finns listade i Catalogue of Life.